# تمكلة

قبيلة تمكلة إحدى قبائل زوايا الكبلة وقد امتزجت إلى حد كبير بقبيلة أولاد ديمان إلا أنها مع ذلك ظلت متميزة في معالمها وأخلاقها.

## نسبها
هم بنو أشفغ يمغدش التامكلاوي، وهو ابن الحاج أحمد بن الحاج علي بن الحاج محمد بن السبكي بن عبد الله بن محمد بن أحمد بن إسحق بن الخليفة المقتدر العباسي.
وفي وثيقة من خط محمذ (اميه) بن سيد احمد بن محمد السغير نقلها من وثيقة بخط محمذ بن حب الله ما نصه : «اعلم أن تمكله من أولاد السبكي العباسي وكان رضي الله عنه صوفيا تقيا وقد خرج من مملكة آبائه العباسيين فجعل قوته من عمل يده، وكان قد ولد ببغداد وهي دار آبائه وخرج منها هائما في سياحته إلى أن وصل توات منطقة في الجنوب الجزائري فاستوطنهاوتزوج امرأة من أهلها فولدت له بنتا وابنا».
وقد سافر الحاج احمد وهو من ذرية السبكي من مدينة توات إلى ولاته قبل أن يواصل أبناؤه رحلتهم نحو الغرب باتجاه منطقة لبراكنة ثم الترارزة.

## تاريخها
كانوا في البداية يستوطنون منطقة لبراكنة وقد عاشوا هناك في جو أخوي مع قبيلة إدكجملة وهي إحدى قبائل الشرفة في موريتانيا وتسمى شرفاء ادكجمله.
وقدم جد هذه القبيلة كما تنقل المصادر إلى منطقة الكبلة قادما من لبراكنة صحبة محنض بن يديمان الديماني. وقد امتزجوا إلى حد كبير بقبيلة أولاد ديمان وتشابكوا معهم بحكم الزواج والتعصب والانسجام إلا أنهم مع ذلك ظلوا متميزين في معالمهم وأخلاقهم كما عرف أبناء هذه القبيلة بالعلم والورع والصلاح.

## مشاهير القبيلة
انحدر من هذه القبيلة شخصيات فذة وعلماء كبار نذكر منهم :
- أشفغ أوبك بن أشفغ مكر
- عبد الله بن محمذن (المتوفى سنة 1326 هـ)
- صلاحي بن آبني (المتوفى سنة 1254 هـ والمشهور بالصلاح)
- محمذن بن صلاحي
- محمد فال بن آبني
- الفاروق بن زياد (شيخ سيد أحمد أبي المعالي)
- عبد الله بن التاه (شيخ محنض باب بن اعبيد في علم النحو)
- محمدن بن محمدو بن آبني الملقب ولد تية (المتوفى سنة 1400 هـ)
- الشيخ حمود ولد أحمدو باب